# Canmore (Canada)
Canmore è una cittadina dell'Alberta, in Canada, a 81 chilometri a ovest di Calgary. Ha una popolazione di circa dodicimila persone.
Stazione sciistica, è attrezzata per la pratica sia dello sci alpino, sia dello sci nordico e ha ospitato gare dei XV Giochi olimpici invernali di Calgary 1988.

## Geografia fisica

### Territorio
Divisa in due dalla Trans-Canada Highway, situata lungo la Canadian Pacific Railway ed attraversata dal fiume Bow, Canmore vanta una collocazione ideale lungo un gran numero di vie di collegamento, cosa che ha influenzato positivamente la sua economia, basata attualmente sul turismo, e storicamente sulla industria mineraria.
Molta dell'area di Canmore è stata destinata a corridoio biologico. Questo corridoio consente ad animali come gli orsi, i coguari, i lupi e i wapiti di spostarsi tra aree diverse, dove possono trovare cibo, sfuggire ai predatori e far nascere i propri piccoli.
Nonostante la sua modesta popolazione, Canmore è molto frammentata (per la presenza del corridioio biologico, delle autostrade, della ferrovia e del fiume Bow) ed è necessaria più di un'ora e mezza per attraversare il suo territorio a piedi. 
Il centro cittadino, percorribile a piedi lungo due marciapiedi, si sviluppa intorno alla 8th Street, chiamata anche "Main Street", che originariamente era una strada residenziale, ed ospita alcuni dei più antichi palazzi della città. Al giorno d'oggi lungo la strada sorgono piccoli negozi, ristoranti e gallerie. 
Molto dello sviluppo urbano si sta attualmente svolgendo nel Three Sisters Mountain Village, nel SilverTip Resort, ed intorno al centro cittadino.
Le Montagne situate in adiacenza e visibili della città sono:
- Ha Ling Peak (2.407 m)
- Grotto Mountain (2.706 m)
- Mount Lady Macdonald (2.606 m)
- Mount Lawrence Grassi (2.685 m)
- Three Sisters (2.936 m, 2.769 m e 2.694 m)

### Clima
Il clima di Canmore è relativamente mite, se comparato ad altre regioni dell'Alberta. Non ha una stazione climatica della Environment Canada, ma la città vicina di Banff ha delle temperature medie massime di -3.1 °C a gennaio, con umidità relativamente bassa. Le estati sono brevi, con temperature massime comprese tra i 18 °C ed i 22 °C.

## Storia
La città fu battezzata Canmore nel 1884 da Donald A. Smith (più tardi nominato Primo Barone di Strathcona e Mount Royal), che all'epoca era direttore della Canadian Pacific Railway. Fu chiamata così in onore di Malcolm III di Scozia che era anche soprannominato Canmore. Il termine Canmore significa in gaelico "Grande testa".
Nel 1886, la regina Vittoria del Regno Unito concesse una licenza per lo sfruttamento del carbone alla città, e la prima miniera fu aperta nel 1887.
Negli anni novanta del diciannovesimo secolo, una caserma della Polizia a cavallo del Nord Ovest fu installata su Main Street. L'edificio, abbandonato nel 1927, fu restaurato nel 1989, ed è oggi sotto la tutela del Canmore Museum and Geoscience Centre.
L'industria del carbone a Canmore raggiunse l'apice nel ventesimo secolo. Nel 1965, con una popolazione di circa 2,000 persone, Canmore divenne una città. 
Negli anni settanta il mercato del carbone conobbe una decrescita, e nel 1979 Canmore Mines Ltd. cessò le sue operazioni. In seguito alle politiche di sicurezza sostenute dalla provincia dell'Alberta, tutte le strutture minerarie furono demolite l'anno seguente, ad eccezione della lamp house (un edificio in mattoni dove i minatori si incontravano tutti i giorni) e di alcune delle entrate principali alla miniera, che sono visibili ancora oggi.
Il futuro economico di Canmore sembrava incerto, finché nei primi anni ottanta fu annunciato che Calgary avrebbe ospitato le Olimpiadi invernali del 1988, e che Canmore avrebbe ospitato gli eventi di sci di fondo (compresa la parte di fondo delle gare di combinata nordica) e di biathlon. Questo risultò in un aumento del turismo, e Canmore cominciò a diventare la destinazione turistica che è oggi.
Il Canmore Hotel è situato da oltre cento anni su main street. Il palazzo è cambiato molto poco in questo periodo, diventando uno dei punti di riferimento più caratteristici di Canmore. L'hotel ha celebrato il suo centoventesimo anniversario nell'ottobre del 2010.